# Bernard Tekpetey
Bernard Tekpetey, né le 3 septembre 1997 à Accra, est un footballeur international ghanéen qui évolue au poste d'attaquant au Ludogorets Razgrad.

## Biographie

### En sélection
Il joue son premier match en équipe du Ghana le 25 janvier 2017, contre l'Égypte. Ce match perdu 1-0 rentre dans le cadre de la Coupe d'Afrique des nations 2017.

## Statistiques
| Saison                | Club                      | Championnat           | Championnat | Championnat | Championnat | Coupe(s) nationale(s) | Coupe(s) nationale(s) | Coupe(s) nationale(s) | Compétition(s) continentale(s) | Compétition(s) continentale(s) | Compétition(s) continentale(s) | Compétition(s) continentale(s) | Total | Total | Total |
| Saison                | Club                      | Division              | M.          | B.          | P.d.        | M.                    | B.                    | P.d.                  | Comp.                          | M.                             | B.                             | P.d.                           | M.    | B.    | P.d.  |
| 2016-2017             | Schalke 04                | Bundesliga            | 2           | 0           | 0           | -                     | -                     | -                     | C3                             | 1                              | 0                              | 1                              | 3     | 0     | 1     |
| 2017-2018             | SCR Altach (prêt)         | Bundesliga            | 10          | 1           | 0           | 2                     | 2                     | 0                     | -                              | -                              | -                              | -                              | 12    | 3     | 0     |
| 2018-2019             | SC Paderborn              | 2. Bundesliga         | 32          | 10          | 6           | 4                     | 1                     | 1                     | -                              | -                              | -                              | -                              | 36    | 11    | 7     |
| 2019-2020             | Fortuna Düsseldorf (prêt) | Bundesliga            | 9           | 0           | 1           | 1                     | 0                     | 0                     | -                              | -                              | -                              | -                              | 10    | 0     | 1     |
| 2020-2021             | Ludogorets Razgrad (prêt) | Prva Liga             | -           | -           | -           | -                     | -                     | -                     | -                              | -                              | -                              | -                              | 0     | 0     | 0     |
| Total sur la carrière | Total sur la carrière     | Total sur la carrière | 53          | 11          | 7           | 7                     | 3                     | 1                     | -                              | 1                              | 0                              | 1                              | 61    | 14    | 9     |